# EMB
EMB (англ. Embigin) – білок, який кодується однойменним геном, розташованим у людей на 5-й хромосомі. Довжина поліпептидного ланцюга білка становить 327 амінокислот, а молекулярна маса — 36 881.
| 10         |  | 20         |  | 30         |  | 40         |  | 50         |
| ---------- |  | ---------- |  | ---------- |  | ---------- |  | ---------- |
| MRALPGLLEA |  | RARTPRLLLL |  | QCLLAAARPS |  | SADGSAPDSP |  | FTSPPLREEI |
| MANNFSLESH |  | NISLTEHSSM |  | PVEKNITLER |  | PSNVNLTCQF |  | TTSGDLNAVN |
| VTWKKDGEQL |  | ENNYLVSATG |  | STLYTQYRFT |  | IINSKQMGSY |  | SCFFREEKEQ |
| RGTFNFKVPE |  | LHGKNKPLIS |  | YVGDSTVLTC |  | KCQNCFPLNW |  | TWYSSNGSVK |
| VPVGVQMNKY |  | VINGTYANET |  | KLKITQLLEE |  | DGESYWCRAL |  | FQLGESEEHI |
| ELVVLSYLVP |  | LKPFLVIVAE |  | VILLVATILL |  | CEKYTQKKKK |  | HSDEGKEFEQ |
| IEQLKSDDSN |  | GIENNVPRHR |  | KNESLGQ    |  |            |  |            |

A: Аланін

C: Цистеїн

D: Аспарагінова кислота

E: Глутамінова кислота

F: Фенілаланін

G: Гліцин

H: Гістидин

I: Ізолейцин

K: Лізин

L: Лейцин

M: Метіонін

N: Аспарагін

P: Пролін

Q: Глутамін

R: Аргінін

S: Серин

T: Треонін

V: Валін

W: Триптофан

Кодований геном білок за функцією належить до фосфопротеїнів. 
Задіяний у такому біологічному процесі, як альтернативний сплайсинг. 
Локалізований у клітинній мембрані, мембрані, клітинних контактах, синапсах.